# Expedition 49

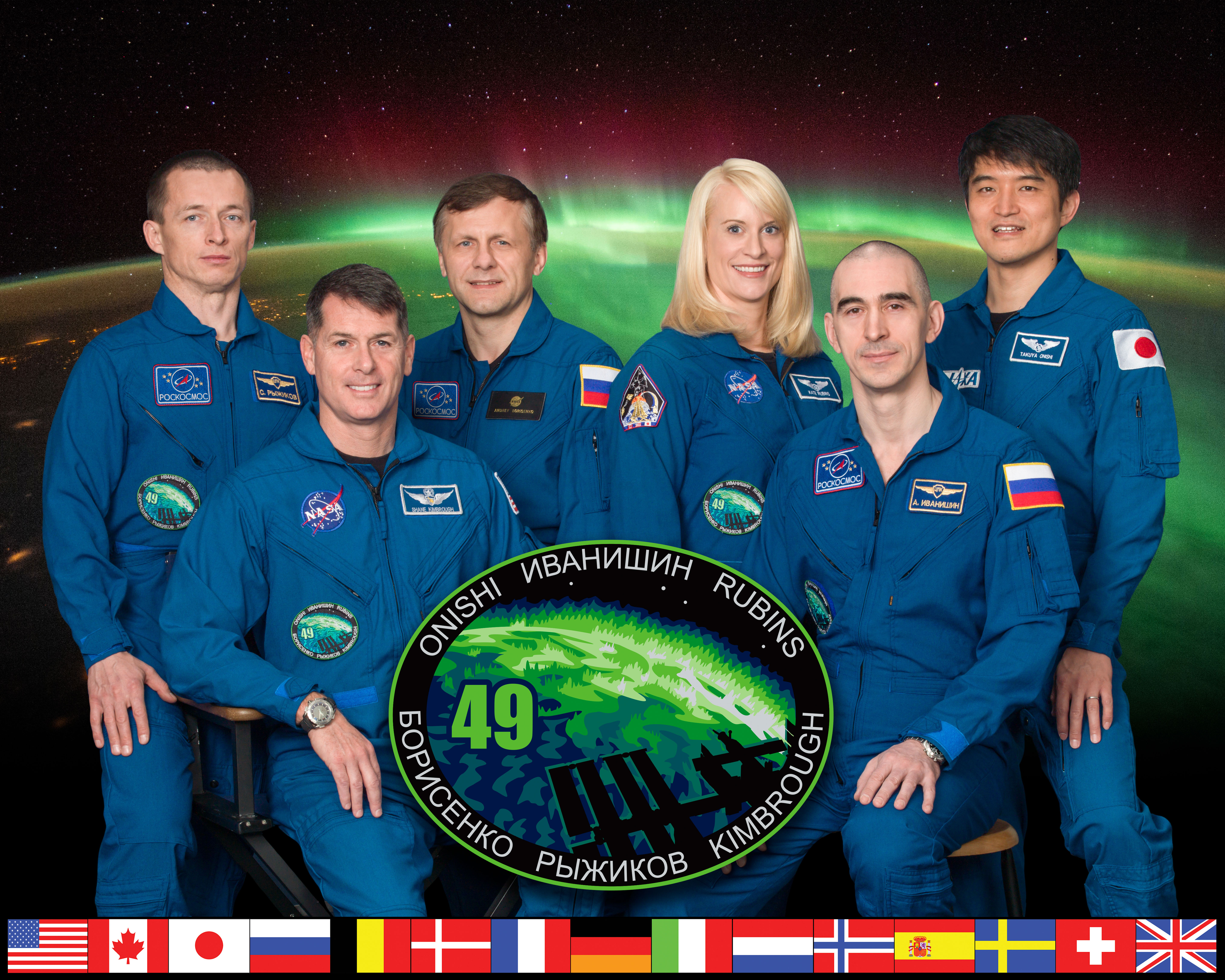
Expedition 49 besättning.

Expedition 49 är den 49:e expeditionen till Internationella rymdstationen (ISS). Expeditionen började i september 2016 då delar av Expedition 48s besättning återvände till jorden med Sojuz TMA-20M.
Sergey N. Ryzhikov, Andrej I. Borisenko och Robert S. Kimbrough anlände till stationen med Sojuz MS-02 den 21 oktober 2016.
Expeditionen avslutades den 30 oktober 2016 då Anatolij Ivanisjin, Takuya Onishi och Kathleen Rubins kommer återvända till jorden med Sojuz MS-01.

## Besättning
| Position       | Första delen (6 september - 21 oktober 2016) | Andra delen (21 - 30 oktober 2016)            |
| -------------- | -------------------------------------------- | --------------------------------------------- |
| Befälhavare    | Anatolij Ivanisjin, RSA Hans andra rymdfärd  | Anatolij Ivanisjin, RSA Hans andra rymdfärd   |
| Flygingenjör 1 | Kathleen Rubins, NASA Hennes första rymdfärd | Kathleen Rubins, NASA Hennes första rymdfärd  |
| Flygingenjör 2 | Takuya Onishi, JAXA Hans första rymdfärd     | Takuya Onishi, JAXA Hans första rymdfärd      |
| Flygingenjör 3 |                                              | Robert S. Kimbrough, NASA Hans andra rymdfärd |
| Flygingenjör 4 |                                              | Andrej I. Borisenko, RSA Hans andra rymdfärd  |
| Flygingenjör 5 |                                              | Sergey N. Ryzhikov, RSA Hans första rymdfärd  |